# Xizangiana linzhiensis
Espèce
Synonymes
- Callilepis linzhiensis Hu, 2001
- Scotophaeus himalayaensis Hu, 2001

Xizangiana linzhiensis est une espèce d'araignées aranéomorphes de la famille des Gnaphosidae.

## Distribution
Cette espèce est endémique du Tibet en Chine,. Elle se rencontre vers Linzhi

## Description
La femelle holotype mesure 6,30 mm.
Les mâles mesurent de 3,66 à 5,68 mm et les femelles de 6,94 à 8,86 mm.

## Systématique et taxinomie
Cette espèce a été décrite sous le protonyme Callilepis linzhiensis par Hu en 2001. Elle est placée dans le genre Xizangia par Song, Zhu et Zhang en 2004. Le nom Xizangia Song, Zhu & Zhang, 2004 étant préoccupé par Xizangia Zhang, 1982, il est remplacé par Xizangiana par Sherwood, Li et Zhang en 2022.
Scotophaeus himalayaensis a été placée en synonymie par Song, Zhu et Zhang en 2004.

## Étymologie
Son nom d'espèce, composé de linzhi et du suffixe latin -ensis, « qui vit dans, qui habite », lui a été donné en référence au lieu de sa découverte, Linzhi.

## Publication originale
- Hu, 2001 : Spiders in Qinghai-Tibet Plateau of China. Henan Science and Technology Publishing House, p. 1-658.